# Нургалиев, Кумаш Нургалиевич
Кума́ш Нургали́евич Нургали́ев (1925 - 1988 гг)  —  Народный учитель СССР.  Почетное звание было присвоено по решению Президиума Верховного Совета СССР от 27 ноября 1981 года

## Биография
Родился 29 октября 1925 года в селе Орловка Зайсанского уезда Семипалатинской губернии, Казахской АССР (ныне — аул Шаганатты Курчумского района Восточно-Казахстанской области Республики  Казахстан).
В 1933 году поступил в первый класс Чингистайской средней школы Катон-Карагайского района. Очень хорошо учился, но окончить школу ему помешала внезапная смерть отца. Как старший сын в семье, он должен был помогать матери воспитывать и поднимать на ноги троих младших братьев. В связи с этим, в 1940 году после окончания 8 класса у него началась трудовая жизнь.  Он работал кладовщиком в колхозе, продавцом в сельпо, секретарем сельского совета.  Он вступил в ряды ВЛКСМ. С 1942 по 1943 годы избирался секретарем комсомольской организации колхоза «3-я пятилетка», а также членом Маркакольского райкома комсомола.
В мая 1943 года, не достигнув 18-летнего возраста, он добровольно пошел в армию. С мая 1944 года проходил воинскую службу на Дальнем Востоке, затем служил в составе 254-го гвардейского стрелкового полка имени Героя Советского Союза Александра Матросова, 56-й гвардейской стрелковой дивизии, 10-й гвардейской армии.  29 октября, в день своего рождения, при выполнении боевого задания командования на подступах к городу Ауце Латвии в Прибалтике был тяжело ранен, потерял обе ноги выше голени и левую руку. Однако тяжелое ранение не сломило  Кумаша.  С 29 октября 1944  по октябрь 1946 года врачи прифронтового медсанбата, а затем и московского военного госпиталя № 3431 в течение двух лет спасали парня от гангрены, подпиливали кости, подрезали и сшивали сухожилия и все же вырвали его из рук смерти. Сильная воля, поразительное жизнелюбие помогли ему перенести 12 тяжелейших операций без наркоза и не сломиться. В этих условиях, находясь в госпитале на больничной койке, Кумаш экстерном окончил курс средней школы и дополнительные курсы бухгалтеров. Родина оценила его боевой подвиг  на линии фронта под Ригой и в 1946 году 2 августа в госпитале Кумаш  Нургалиев был награжден орденом «Боевого Красного Знамени».
В 1946 году в октябре месяце вернулся в родное село Сорвенок.  Там он работал вначале учителем, затем был назначен директором Сорвенской семилетней школы. В 1947 году по его инициативе и руководстве силами односельчан  началось строительство школы. В 1948 году вступил в члены КПСС, в этом же году заочно поступил в Казахский педагогический институт имени Абая, на исторический факультет и с отличием окончил его в 1955 году.
С августа 1955 по август 1957 года его назначили первым завучем в Алексеевской средней школе Маркакольского района, в августе 1957 года  —  директором Бурановской средней школы. С 1957 года по 1969 год  Кумаш Нургалиевич организовал силами учителей и учащихся строительство 5-ти учебных корпусов школы и интерната на 150 мест. Это позволило детям из самых отдалённых животноводческих ферм и сёл Маркакольского района учиться в Бурановской школе. В 1969 году число обучающихся достигло уже 1300 человек, но дети учились в 3 смены.  В 1969 году Кумаш Нургаливич был избран делегатом Всесоюзного съезда учителей, который проходил в Москве. В это время он смог добиться приема у члена Политбюро Арвида Яновича Пельше и убедить его в необходимости строительства новой школы. В результате было принято решение Совета Министров СССР о строительстве новой школы на 960 мест в селе Буран  и 16 квартир для учителей. Но этом строительство школы не ограничилось —  в 1982 году добился решения о строительстве пристройки на 380 мест и актового зала.
31 год  Кумаш Нургалиевич проработал  директором Бурановской средней школы и воплотил в жизнь свою мечту  —  создал  школу как модель духовного и разумного мира детства. Школа была культурным центром села, давала детям из отдаленных аулов фундаментальное образование, совмещенное с начальной профессиональной подготовкой. Он добился решения об открытии классов с казахским языком обучения.В 70-е годы, когда в селах не было еще телевидения Бурановская школа была оснащена  школьным телевизионным техническим центром со своей внутришкольной студией. Бурановская школа имени В.И.Ленина была признана одной из самых передовых школ Советского Союза, за что в 1975 году получила бронзовую медаль ВДНХ СССР.
Кумаш Нургалиевич Нургалиев был и остается образцом и идеалом для многих поколений учителей.  Он избирался делегатом трех республиканских IV, V, VI съездов учителей Казахстана и двух Всесоюзных съездов учителей в 1968, 1978 годах. С 1957 года постоянно избирался членом Маркакольского райкома партии Казахстана. Неоднократно избирался делегатом Восточно-Казахстанской областной партийной конференции. Воспитывая ценностное отношение своих и приемных детей  к профессии, он смог создать целую педагогическую династию общим стажем более 1000 лет, которая в 2005 году была внесена в "Золотую книгу профессиональных династий Республики Казахстан" под №1.  Преемственность поколений — кредо семьи Нургалиевых. Талант Кумашевич  стал преемником и возглавлял школу-гимназию имени Кумаша Нургалиева  в селе Буран в течение 29 лет. Младший сын Марат Кумашевич создал  в городе Усть-Каменогорске  высший колледж Кумаша Нургалиева и достойно несет по жизни имя отца-педагога. Дочь Гуль Кумашевна также продолжает дело отца  — создала в Казахстане большую научную школу, которая развивает идеи отца в области информатизации и цифровизации образования. Старшая дочь Манира Кумашевна стала также проводником идеи отца в области информатизации и является автором электронных учебников по английскому языку.
Скончался 27 мая 1988 года в Усть-Каменогорске.

## Награды и звания
- Заслуженный учитель Казахской ССР (1974)
- Народный учитель СССР (1981)
- Орден Ленина (1971)
- Орден Красного Знамени (1946)
- Орден Трудового Красного Знамени (1966)
- Орден Отечественной войны I степени (1985)
- Медаль «В ознаменование 100-летия со дня рождения Владимира Ильича Ленина»
- Медаль «Ветеран труда»
- Премия Ленинского комсомола Казахской ССР (1985)
- Значок «Отличник просвещения СССР» (1969)
- Значок «Отличник народного просвещения Казахской ССР» (1967)
- Почётная грамота Верховного Совета СССР
- Почётные грамоты Верховного Совета Казахской ССР (дважды)
- Почётные грамоты Министерства просвещения Казахской ССР (1984, 1987)

## Память
- В 1992 году Бурановская средняя школа была переименована в авторскую «Школу-гимназию Народного Учителя СССР Кумаша Нургалиева».
- В 1995 году решением Восточно-Казахстанской областной администрации имя Кумаша Нургалиева было присвоено средней школе № 43 Усть-Каменогорска.
- Имя К. Нургалиева ныне носит колледж в Усть-Каменогорске, готовящий высокопрофессиональных кадров для сферы малого и среднего бизнеса.